# Tűzhányókitörések fajtái

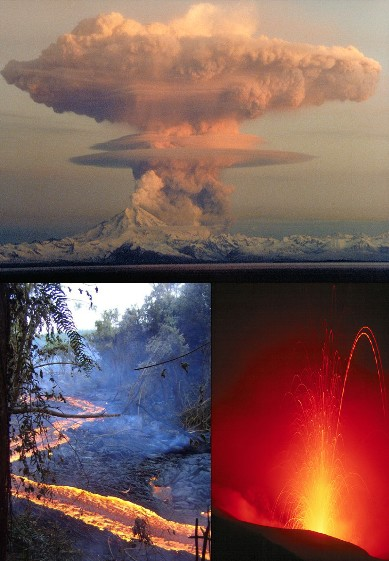
Néhány kitörési alakzat, amely a tűzhányók működésekor képződik: fent egy Pliniusi kitörési oszlop, balra egy Hawaii lávafolyam, jobbra egy lávaív egy Sztrombolian kitöréskor

A tűzhányókitörések fajtáit többféleképpen osztályozzák a földrajz, a földtudomány tudósai, valamint a vulkanológusok. Ezek a besorolások történhetnek a láva, a tefra (hamu, lapilli, vulkáni bombák, vulkáni tömbök) mennyisége, nagysága és összetétele szerint; a kitörés erőssége, gyorsasága és a kilökődő anyag szétterülési nagysága, leülepedési vastagsága alapján; illetve a vulkáni kürtőkből vagy vulkáni hasadékokból előtörő különböző gázok és gőzök összetétele, mennyisége, ezek időjárásra tett hatása és a légköri rétegekbe jutása alapján. A kitörések fajtáit gyakran egy híres, vagy hírhedt tűzhányóról nevezték el, amelyen az arra a fajta kitörésre jellemző minden tulajdonságot és vulkáni viselkedést megfigyelhettek. Néhány tűzhányó a tevékenysége során, a kitörései alkalmával csak egy jellegzetes fajta vulkáni működést mutat; míg másoknál előfordul, hogy a kitörési fajták összes változatával találkozhatunk egy kitörési sorozat alatt, vagy a tűzhányó életének különböző időszakaszaiban.
Az egyik felosztás szerint kétféle alapkitörésfajtát, vulkáni tevékenységet különböztethetünk meg, a kitörés hevessége szerint: a robbanásost (explozív) és a kiömlésest (effuzív).
A robbanásos-kitörések jellemzője, hogy valamilyen gázkeverék okozta robbanás során különböző eredetű kőzetanyagokból új üledék keletkezik, a tefra. A kiömléses kitöréseket a működés közben a magmából a lává jelentősebb robbanások nélküli kifolyása jellemzi.
Egy másik osztályozás három különböző fajta alapkitörést ír le. Ebből az első, a legtöbbször megfigyelt és hatásaiban jól leírt a magmás robbanásos kitörés, amikor a feltörekvő magmában az oldott gázok a túlnyomáscsökkenés miatt felrobbannak és szétlövellik a vulkanikus anyagokat. A második freatomagmás kitörés (hidrovulkáni kitörés), amikor a felszínre törekvő magma nagy mennyiségű vízzel találkozik, keveredik és a keletkező vízgőz okoz robbanásos vulkánkitörést. A harmadik a freatikus kitörés (gőzmozdony kitörés), amikor a magma nem lép közvetlen kapcsolatba a vízzel, csak az átadott hője által keletkezett túlnyomásos vízgőz robban fel és okoz kitörést. Az utóbbi két kitörési fajta gyakran nem is juttat a felszínre friss magma anyagot, csak a régebbi kitörések lerakódott kőzetanyagát darabolja fel, vagy szórja szét.
Ezeken a fő kitörési osztályokon belül számos vulkánkitörési alfajtát határoztak meg. Az egyik felosztás az erősség szerinti, ahol a leggyengébb a Hawaii-típusú kitörés, aztán ennél erősebb tengeralatti-típusú kitörés, majd a Stromboli-típusú kitörés, aztán a Vulkáni-típusú kitörés, és ezt követi a Surtsey-típusú kitörés. Az erősebb fokozatú kitörés fajták a Pelée-típusú kitörés, majd Pliniusi-típusú kitörés; a legerősebb kitörés az úgynevezett ultrapliniusi-típusú. 
A jégalatti kitöréseket és a freatikus kitöréseket a kitörésük helye és működése alapján határozzuk meg, de változó az erejük. Egy újabb fontos tudományos osztályozási rendszer, mely több más kitörési jellemzőt is figyelembe vesz és súlyoz a kitörés erősségén kívül: a vulkánkitörési index (VEI), ez az együttható 0-tól 8-ig terjedő számmal jellemzi a kitörési fajtákat.

## Fordítás
- Ez a szócikk részben vagy egészben  a   Types of volcanic eruptions című angol Wikipédia-szócikk ezen változatának fordításán alapul.  Az eredeti cikk szerkesztőit annak laptörténete sorolja fel. Ez a jelzés csupán a megfogalmazás eredetét és a szerzői jogokat jelzi, nem szolgál a cikkben szereplő információk forrásmegjelöléseként.